# Global Studies

Global Studies als interdisziplinäres Forschungsfeld zwischen Wirtschaft, Gesellschaft und Umwelt

Global Studies (auch internationale- globale Studien, Studien für Globalisierungsprozesse) ist ein interdisziplinärer Studienbereich, der sich mit globalen Phänomenen und Entwicklungen befasst. Im Fokus stehen die Auswirkungen von Globalisierungsprozessen auf die Weltmärkte, die Beschäftigung mit Nachhaltigkeitskonzepten für Unternehmen sowie die Auswirkungen des Klimawandels und politischen Konflikten auf Gesellschaften und Volkswirtschaften.
Global Studies betrachtet die Welt als einen zusammenhängenden, komplexen und sich ständig verändernden Ort, der von politischen, wirtschaftlichen, sozialen, kulturellen und ökologischen Prozessen geprägt wird.

## Forschungsfelder
Der Schwerpunkt von Global Studies liegt darauf, globale Probleme und Herausforderungen zu verstehen und zu bewältigen, wie zum Beispiel Klimawandel und Nachhaltigkeit, Umweltzerstörung, Migration, Terrorismus, politische Instabilität und wirtschaftliche Ungleichheit. Um diese Herausforderungen zu bewältigen, nutzen Global-Studies-Experten interdisziplinäre Ansätze, um globale Zusammenhänge zu analysieren und Lösungen für komplexe Probleme zu finden.
Global Studies ist eine relativ neue Disziplin, die in den 1990er Jahren entstanden ist. Es wird oft als eine Erweiterung von Studienbereichen wie  Wirtschaftswissenschaften, Rechtswissenschaften, Politikwissenschaft, Internationalen Beziehungen, Humangeographie, Geschichte und Umweltstudien angesehen. Global-Studies-Programme können entweder als Masterstudien, Phd-Studien oder Wahlfächer angeboten werden und können eine breite Palette von Kursen umfassen, wie zum Beispiel globale Politik, internationale Wirtschaft, Völkerrecht, Kulturwissenschaften, Umweltstudien, Sprachen und interkulturelle Kommunikation.

## Berufsfelder
Der Bereich der Global Studies bietet eine breite Palette von Karrieremöglichkeiten für Absolventen, darunter regionale und internationale Unternehmen, Start-ups, Regierungsbehörden, Nichtregierungsorganisationen, multinationale Konzerne, Forschungsinstitute, Medienunternehmen und Bildungseinrichtungen. Global Studies-Experten können auch als Nachhaltigkeitsmanager, globale Berater und Diplomaten arbeiten und Lösungen für komplexe globale Probleme finden.
Die Interdisziplinarität des Feldes versucht Lösungsansätze für weltweite Herausforderungen zu entwickeln, denen die Wirtschaft und Gesellschaft in einer globalisierten Welt gegenüberstehen. Durch die Zusammenarbeit von Experten aus verschiedenen Disziplinen können globale Zusammenhänge besser verstanden und Lösungen für globale Probleme gefunden werden.